# Diacetylweinsäureglyceride
| Diacetylweinsäureglyceride (Beispiele) im Lebensmittelzusatzstoff E472e |
| ----------------------------------------------------------------------- |
| Diacetylweinsäuremonoglycerid                                           |
| Diacetylweinsäurediglycerid                                             |

Monoacetyl- und Diacetylweinsäureester von Mono- und Diglyceriden von Speisefettsäuren bzw. Diacetylweinsäureglyceride werden aus Mono- und Diglyceriden von Speisefettsäuren und Mono- bzw. Diacetylweinsäure hergestellt und sind somit komplexe Stoffgemische mehrerer Ester.
Sie werden in der Lebensmittelindustrie als Emulgatoren bzw. als Mehlbehandlungsmittel eingesetzt. Ihre Wirkung besteht in einer besseren Verteilung von Wasser im Teig, einem besseren Gashaltevermögen, einer besseren Gärtoleranz und einem größeren Volumen der Brote und Brötchen. Weiterhin wird ein Festkleben des Teigs am Metall der Knetmaschine vermieden. Es ist in der EU als Lebensmittelzusatzstoff der Bezeichnung E 472e ohne Höchstmengenbeschränkung (quantum satis) für Lebensmittel allgemein zugelassen.
Der als Mehlbehandlungsmittel am häufigsten eingesetzte Emulgator ist der Diacetylweinsäureester (DAWE). 